# Házená na Letních olympijských hrách 1972
Turnaj se odehrál v rámci XX. olympijských her ve dnech 30. srpna – 10. září 1972 v Německu.
Turnaje se zúčastnilo šestnáct mužstev rozdělených do čtyř čtyřčlenných skupin, z nichž první dvě postoupila do semifinálových skupin. Vítězové semifinálových skupin hráli finále, týmy na druhém místě hrály o třetí místo a týmy na třetím místě o páté místo atd. Týmy, které v základních skupinách skončily na třetím a čtvrtém místě hrály o 9. – 16. místo.
Házená se vrátila na olympijské hry po 36 letech, tentokrát se již hrálo v hale a se sedmi hráči.

## Turnaj mužů
| Zlato   | Jugoslávie (YUG)     |
| Stříbro | Československo (TCH) |
| Bronz   | Rumunsko (ROU)       |

### Základní skupiny

#### Skupina A
|    |         | SWE   | URS   | POL   | DEN   | V | R | P | Skóre | B |
| 1. | Švédsko | ***   | 11:11 | 13:13 | 16:10 | 1 | 2 | 0 | 40:34 | 4 |
| 2. | SSSR    | 11:11 | ***   | 17:11 | 12:12 | 1 | 2 | 0 | 40:34 | 4 |
| 3. | Polsko  | 13:13 | 11:17 | ***   | 11:8  | 1 | 1 | 1 | 41:72 | 2 |
| 4. | Dánsko  | 10:16 | 12:12 | 8:11  | ***   | 0 | 1 | 2 | 30:39 | 1 |

 SSSR -  Dánsko 12:12 (6:7)
30. srpna 1972 - Ulm
 Švédsko -  Polsko 13:13 (5:7)
30. srpna 1972 - Ulm
 Polsko -  Dánsko 11:8 (6:4)
1. září 1972 - Göppingen
 Švédsko -  SSSR 11:11 (4:3)
1. září 1972 - Göppingen
 Švédsko -  Dánsko 16:10 (8:4)
3. září 1972 - Böblingen
 SSSR -  Polsko 17:11 (9:4)
3. září 1972 - Böblingen

#### Skupina B
|    |         | GDR   | TCH   | ISL   | TUN   | V | R | P | Skóre | B |
| 1. | NDR     | ***   | 14:12 | 16:11 | 21:9  | 3 | 0 | 0 | 51:32 | 6 |
| 2. | ČSSR    | 12:14 | ***   | 19:19 | 25:7  | 1 | 1 | 1 | 56:40 | 3 |
| 3. | Island  | 11:16 | 19:19 | ***   | 27:16 | 1 | 1 | 1 | 57:51 | 3 |
| 4. | Tunisko | 9:21  | 7:25  | 16:27 | ***   | 0 | 0 | 3 | 32:73 | 0 |

 NDR -  Island 16:11 (7:6)
30. srpna 1972 - Augsburg
 Československo -  Tunisko 25:2 (10:3)
30. srpna 1972 - Augsburg
 NDR -  Tunisko 21:9 (11:2)
1. září 1972 - Ulm
 Československo -  Island 19:19 (8:10)
1. září 1972 - Ulm
 NDR -  Československo 14:12 (5:4)
3. září 1972 - Göppingen
 Island -  Tunisko 26:17 (14:7)
3. září 1972 - Göppingen

#### Skupina C
|    |           | ROM   | GER   | NOR   | ESP   | V | R | P | Skóre | B |
| 1. | Rumunsko  | ***   | 13:11 | 18:14 | 15:12 | 3 | 0 | 0 | 46:37 | 6 |
| 2. | SRN       | 11:13 | ***   | 15:15 | 13:10 | 1 | 1 | 1 | 56:40 | 3 |
| 3. | Norsko    | 14:18 | 15:15 | ***   | 19:17 | 1 | 1 | 1 | 48:50 | 3 |
| 4. | Španělsko | 12:15 | 10:13 | 17:19 | ***   | 0 | 0 | 3 | 39:47 | 0 |

 Rumunsko -  Norsko 18:14 (11:10)
30. srpna 1972 - Böblingen
 SRN -  Španělsko 13:10 (7:5)
30. srpna 1972 - Böblingen
 Rumunsko -  Španělsko 15:12 (6:4)
1. září 1972 - Augsburg
 SRN -  Norsko 15:15 (7:8)
1. září 1972 - Augsburg
 Rumunsko -  SRN 13:11 (5:5)
3. září 1972 - Mnichov
 Norsko -  Španělsko 19:17 (10:4)
3. září 1972 - Mnichov

#### Skupina D
|    |            | YUG   | HUN   | JPN   | USA   | V | R | P | Skóre | B |
| 1. | Jugoslávie | ***   | 18:16 | 20:14 | 25:15 | 3 | 0 | 0 | 63:45 | 6 |
| 2. | Maďarsko   | 16:18 | ***   | 20:12 | 28:15 | 2 | 0 | 1 | 64:45 | 4 |
| 3. | Japonsko   | 14:20 | 12:20 | ***   | 20:12 | 1 | 0 | 2 | 46:56 | 2 |
| 4. | USA        | 15:25 | 15:28 | 12:20 | ***   | 0 | 0 | 3 | 46:73 | 0 |

 Jugoslávie -  Japonsko 20:14 (11:7)
30. srpna - Göppingen
 Maďarsko -  USA 28:15 (16:8)
30. srpna - Göppingen
 Jugoslávie -  USA 25:15 (11:9)
1. září 1972 - Böblingen
 Maďarsko -  Japonsko 20:12 (10:7)
1. září 1972 - Böblingen
 Jugoslávie -  Maďarsko 18:16 (9:8)
3. září 1972 - Augsburg
 Japonsko -  USA 20:16 (9:9)
3. září 1972 - Augsburg

### Semifinálové skupiny

#### Skupina A
|    |         | TCH    | GDR    | URS    | SWE    | V | R | P | Skóre | B |
| 1. | ČSSR    | ***    | 12:14* | 15:12  | 15:12  | 2 | 0 | 1 | 42:38 | 4 |
| 2. | NDR     | 14:12* | ***    | 8:11   | 14:11  | 2 | 0 | 1 | 36:34 | 4 |
| 3. | SSSR    | 12:15  | 11:8   | ***    | 11:11* | 1 | 1 | 1 | 34:34 | 3 |
| 4. | Švédsko | 12:15  | 11:14  | 11:11* | ***    | 0 | 1 | 2 | 34:40 | 1 |

- S hvězdičkou = zápasy započítané ze základní skupiny.

  ČSSR -  Švédsko 15:12 (7:6)
5. září 1972 - Mnichov
 SSSR -  NDR 11:8 (4:4)
6. září 1972 - Mnichov
 NDR -  Švédsko 14:11 (8:6)
8. září 1972 - Mnichov
 ČSSR -  SSSR 15:12 (7:7)
8. září 1972 - Mnichov

#### Skupina B
|    |            | YUG    | ROM    | GER    | HUN    | V | R | P | Skóre | B |
| 1. | Jugoslávie | ***    | 14:13  | 24:15  | 18:16* | 3 | 0 | 0 | 56:44 | 6 |
| 2. | Rumunsko   | 13:14  | ***    | 13:11* | 20:14  | 2 | 0 | 1 | 46:39 | 4 |
| 3. | SRN        | 15:24  | 11:13* | ***    | 17:14  | 1 | 0 | 2 | 43:51 | 2 |
| 4. | Maďarsko   | 16:18* | 14:20  | 14:17  | ***    | 0 | 0 | 3 | 44:55 | 0 |

- S hvězdičkou = zápasy započítané ze základní skupiny.

 Rumunsko -  Maďarsko 20:14 (11:6)
6. září 1972 - Mnichov
 Jugoslávie -  SRN 24:15 (14:7)
6. září 1972 - Mnichov
 Jugoslávie -  Rumunsko 14:13 (5:4)
8. září 1972 - Mnichov
 SRN -  Maďarsko 17:14 (8:6)
8. září 1972 - Mnichov

### Zápasy o umístění

#### Finále
Jugoslávie –  ČSSR 21:16	(12:5)
10. září 1972 - Mnichov

#### O 3. místo
Rumunsko –  NDR 	19:16	(11:8)
10. září 1972 - Mnichov

#### O 5. místo
SSSR –  SRN 17:16	(10:9)
10. září 1972 - Mnichov

#### O 7. místo
Švédsko –  Maďarsko 19:18	(11:8)
10. září 1972 - Mnichov

#### O 9. – 12. místo
Polsko –  Island 	20:17	(10:7)
7. září 1972 - Mnichov
 Norsko –  Japonsko 	19:17	(8:9)
7. září 1972 - Mnichov

#### O 9. místo
Norsko –  Polsko 23:20	(19:19, 10:10)
9. září 1972 - Mnichov

#### O 11. místo
Japonsko –  Island 	19:18	(11:12)
9. září 1972 - Mnichov

#### O 13. – 16. místo
Dánsko –  Tunisko 29:21	(11:9)
7. září 1972 - Mnichov
 USA –  Španělsko 22:20	(8:11)
7. září 1972 - Mnichov

#### O 13. místo
Dánsko –  USA 19:18	(12:6)
9. září 1972 - Mnichov

#### O 15. místo
Španělsko –  Tunisko 23:20	(11:10)
9. září 1972 - Mnichov

## Soupisky
1.  Jugoslávie
| - Abas Arslanagić - Čedomir Bugarski - Petar Fajfrić - Hrvoje Horvat | - Milorad Karalić - Đorđe Lavrnić - Milan Lazarević - Zdravko Miljak | - Slobodan Mišković - Branislav Pokrajac - Nebojša Popović - Miroslav Pribanić | - Dobrivoje Selec - Albin Vidović - Zdenko Zorko - Zoran Živković |

2.  Československo
| - Ladislav Beneš - František Brůna - Vladimír Haber - Vladimír Jarý | - Jiří Kavan - Jaroslav Konečný - Arnošt Klimčík - František Králík | - Jindřich Krepindl - Vincent Lafko - Andrej Lukošík - Pavel Mikeš | - Peter Pospíšil - Ivan Satrapa - Zdeněk Škára - Jaroslav Škarvan |

3.  Rumunsko
| - Cornel Penu - Alexandru Dinca - Gabriel Kicsid - Gheorghe Licu | - Cristian Gaţu - Roland Gunesch - Radu Voina - Simon Schobel | - Gheorghe Gruia - Werner Stöckl - Daniel Marin - Adrian Cosma | - Valentin Samungi - Constantin Tudosie - Ștefan Birtalan |

4.  NDR
| - Wolfgang Böhme - Reiner Frieske - Reiner Ganschow - Jürgen Hildebrandt | - Horst Jankhöfer - Wolfgang Lakenmacher - Klaus Langhoff - Peter Larisch | - Peter Randt - Udo Röhrig - Josef Rose - Siegfried Voigt | - Klaus Weiß - Rainer Würdig - Rainer Zimmermann - Harry Zörnack |

5.  SSSR
| - Valerij Gassij - Vasilij Iljin - Michail Iščenko - Jurij Klimov | - Valentin Kulev - Jurij Lahutyn - Michail Luzenko - Vladimir Maximov | - Albert Oganezov - Alexandr Panov - Oleksandr Rezanov - Nikolaj Semjonov | - Anatolij Ševčenko - Ivan Usatyj - Jānis Vilsons |

6.  SRN
| - Herwig Ahrendsen - Hans-Jürgen Bode - Wolfgang Braun - Peter Bucher | - Jochen Feldhoff - Diethard Finkelmann - Josef Karrer - Klaus Kater | - Klaus Lange - Herbert Lübking - Heiner Möller - Hans-Peter Neuhaus | - Uwe Rathjen - Herbert Rogge - Herbert Wehnert - Klaus Westebbe |

7.  Švédsko
| - Björn Andersson - Bo Andersson - Dan Eriksson - Lennart Eriksson | - Johan Fischerström - Göran Hård af Segerstad - Bengt Johansson - Benny Johansson | - Jan Jonsson - Lars Karlsson - Michael Koch - Olle Olsson | - Sten Olsson - Thomas Persson - Bertil Söderberg - Frank Ström |

8.  Maďarsko
| - János Adorján - Béla Bartalos - János Csík - László Harka | - József Horváth - Sándor Kaló - István Marosi - Lajos Simó | - János Stiller - István Szabó - László Szabó - Sándor Takács | - István Varga - Károly Vass - Sándor Vass - Gyula Huth |

9.  Norsko
| - Per Ankre - Arnulf Bæk - Pål Bye - Pål Cappelen | - Carl Graff-Wang - Inge Hansen - Torstein Hansen - Roger Hverven | - Ulf Magnussen - Jan Økseter - Sten Osther - Jon Reinertsen | - Geir Røse - Per Søderstrøm - Harald Tyrdal - Finn Urdal |

10.  Polsko
| - Zdzisław Antczak - Zbigniew Dybol - Franciszek Gąsior - Jan Gmyrek | - Bogdan Kowalczyk - Zygfryd Kuchta - Andrzej Lech - Jerzy Melcer | - Helmut Pniociński - Henryk Rozmiarek - Andrzej Sokołowski - Engelbert Szolc | - Andrzej Szymczak - Włodzimierz Wachowicz - Robert Zawada |

11.  Japonsko
| - Shuji Arinaga - Katsuhiko Chikamori - Kiyotaka Hayakawa | - Hiroshi Honda - Masayuki Hyokai - Nobuyuki Iida | - Minoru Kino - Takezo Nakai - Toshio Niimi | - Kiyoshi Noda - Kenichi Sasaki - Toshihiko Shimosato |

12.  Island
| - Axel Axelsson - Ólafur Benediktsson - Björgvin Björgvinsson - Hjalti Einarsson | - Sigurður Einarsson - Birgir Finnbogason - Stefán Gunnarsson - Geir Hallsteinsson | - Ólafur Jónsson - Stefán Jónsson - Jón Magnússon - Ágúst Ögmundsson | - Sigurbergur Sigsteinsson - Viðar Símonarson - Gunnsteinn Skúlason - Gísli Blöndal |

13.  Dánsko
| - Arne Andersen - Keld Andersen - Jørgen Frandsen - Claus From | - Flemming Hansen - Jørgen Heidemann - Søren Jensen - Bent Jørgensen | - Kay Jørgensen - Flemming Lauritzen - Svend Lund - Tom Lund | - Thor Munkager - Vagn Nielsen - Karsten Sørensen - Jørgen Vodsgaard |

14.  USA
| - Richard Abrahamson - Fletcher Abram - Roger Baker - Dennis Berkholtz | - Larry Caton - Vincent DiCalogero - Elmer Edes - Thomas Hardiman | - Rudolph Matthews - Sandor Rivnyak - James Rogers - Richard Schlesinger | - Kevin Serrapede - Robert Sparks - Joel Voelkert - Harry Winkler |

15.  Španělsko
| - Antonio Andreu - Miguel Ángel Cascallana - Fernando de Andrés - Javier García | - Jesús Guerrero - Juan Miguel Igartua - Santos Labaca - Francisco López | - Juan Antonio Medina - Juan Morera - Vicente Ortega - José Perramón | - José Rochel - José Manuel Taure - José Villamarín |

16.  Tunisko
| - Ahmed Bel Hadj - Raouf Ben Samir - Moncef Besbès - Taoufik Djemail | - Aleya Hamrouni - Mouir Jelili - Mohamed Jeljeli - Mohamed Khalladi | - Mohamed Klai - Faouzi Ksouri - Moncef Oueslati - Faouzi Sebabti | - Amor Sghaier - Abdelaziz Zaibi - Ridha Zitoun |

## Konečné pořadí
| XX. | Olympijské hry | Z | V | R | P | Skóre   | B  |
| --- | -------------- | - | - | - | - | ------- | -- |
| 1.  | Jugoslávie     | 6 | 6 | 0 | 0 | 122:89  | 12 |
| 2.  | ČSSR           | 6 | 3 | 1 | 2 | 102:85  | 7  |
| 3.  | Rumunsko       | 6 | 5 | 0 | 1 | 98:81   | 10 |
| 4.  | NDR            | 6 | 4 | 0 | 2 | 89:73   | 8  |
| 5.  | SSSR           | 6 | 3 | 2 | 1 | 80:73   | 8  |
| 6.  | SRN            | 6 | 2 | 1 | 3 | 87:93   | 5  |
| 7.  | Švédsko        | 6 | 2 | 2 | 2 | 82:81   | 6  |
| 8.  | Maďarsko       | 6 | 2 | 0 | 4 | 110:101 | 4  |
| 9.  | Norsko         | 5 | 3 | 1 | 1 | 90:87   | 7  |
| 10. | Polsko         | 5 | 2 | 1 | 2 | 75:78   | 5  |
| 11. | Japonsko       | 5 | 2 | 0 | 3 | 82:93   | 4  |
| 12. | Island         | 5 | 1 | 1 | 3 | 92:90   | 3  |
| 13. | Dánsko         | 5 | 2 | 1 | 2 | 78:78   | 5  |
| 14. | USA            | 5 | 1 | 0 | 4 | 86:112  | 2  |
| 15. | Španělsko      | 5 | 1 | 0 | 4 | 82:89   | 2  |
| 16. | Tunisko        | 5 | 0 | 0 | 5 | 73:125  | 0  |